# Cyril Ngonge
Cyril Ngonge, né le 26 mai 2000 à Uccle (Bruxelles) en Belgique, est un footballeur international belge qui joue au poste d'attaquant au Torino FC, en prêt du SSC Naples. Il possède également la nationalité congolaise (RDC).

## Biographie

### En club
En 2014, Ngonge troque la formation des jeunes du RSC Anderlecht pour celle du Club Bruges KV, où il signe en février 2017 un contrat professionnel jusqu'en 2019,.
Avec l'équipe des moins de 19 ans du Club Bruges, il inscrit le 3 octobre 2018 un doublé en UEFA Youth League, lors d'un match contre les jeunes de l'Atlético Madrid. Quelques jours plus tard, avec l'équipe de Belgique des moins de 19 ans, il inscrit un but contre l'Ouzbékistan.
Le 2 décembre 2018, il fait ses débuts en équipe première du Club de Bruges en championnat contre le Standard de Liège en remplaçant Emmanuel Dennis à la 20e minute de jeu (victoire 3-0). Quelques jours plus tard, le 11 décembre 2018, il joue son premier match en Ligue des champions contre l'Atlético Madrid (partage, 0-0).
Cyril Ngonge est prêté au Jong PSV pour la saison 2019-2020.
A son retour à Bruges à l'été 2020, il est directement vendu au club néerlandais RKC Waalwijk. Souvent titulaire, il marque cinq buts et adresse deux passes décisives durant la saison 2020-2021.
Le 2 juillet 2021, il signe au FC Groningue, toujours en Eredivisie. Le 24 octobre suivant, face à l'AZ Alkmaar, il marque d'un magnifique coup du scorpion, qui laissera le gardien Peter Vindahl Jensen par terre.
Il rejoint l'Hellas Vérone le 19 janvier 2023 après avoir été écarté de son ancien club, le FC Groningue, pour des raisons disciplinaires. Le 6 février 2023, face à la Lazio, il inscrit son premier but en Serie A qui permet à son club d'égaliser.
Lors de la trève hivernale 2023-2024, il signe un contrat jusqu'en 2028 avec le SSC Naples.
En manque de temps de jeu, Cyril Ngonge quitte Naples lors du mercato estival 2025 et s'engage, sur base d'un prêt avec une option d'achat obligatoire, avec le Torino FC où il retrouve Marco Baroni (en), qui l'a déjà entraîné six mois à l'Hellas Vérone entre 2023 et 2024.

### En sélections nationales
Domenico Tedesco le sélectionne chez les Diables Rouges en octobre 2024 pour les rencontres de Ligue des nations face à l'Italie et à la France. Il dispute ses premières minutes lors du premier match, entrant au jeu pour Loïs Openda à la 87e minute.

## Statistiques

### En club
| Saison                | Club                  | Championnat           | Championnat | Championnat | Championnat | Coupe(s) nationale(s) | Coupe(s) nationale(s) | Coupe(s) nationale(s) | Compétition(s) continentale(s) | Compétition(s) continentale(s) | Compétition(s) continentale(s) | Compétition(s) continentale(s) | Autres compétitions | Autres compétitions | Autres compétitions | Autres compétitions | Total | Total | Total |
| Saison                | Club                  | Division              | M.          | B.          | P.d.        | M.                    | B.                    | P.d.                  | Comp.                          | M.                             | B.                             | P.d.                           | Comp.               | M.                  | B.                  | P.d.                | M.    | B.    | P.d.  |
| 2018-2019             | Club Bruges KV        | Division 1A           | 3           | 0           | 0           | -                     | -                     | -                     | C1                             | 1                              | 0                              | 0                              | PO1                 | 1                   | 0                   | 0                   | 5     | 0     | 0     |
| 2019-2020             | Jong PSV (prêt)       | Eerste Divisie        | 22          | 7           | 3           | -                     | -                     | -                     | -                              | -                              | -                              | -                              | -                   | -                   | -                   | -                   | 22    | 7     | 3     |
| 2020-2021             | RKC Waalwijk          | Eredivisie            | 20          | 5           | 2           | 1                     | 0                     | 0                     | -                              | -                              | -                              | -                              | -                   | -                   | -                   | -                   | 21    | 5     | 2     |
| 2021-2022             | FC Groningue          | Eredivisie            | 31          | 7           | 1           | 3                     | 1                     | 0                     | -                              | -                              | -                              | -                              | -                   | -                   | -                   | -                   | 34    | 8     | 1     |
| 2022-2023             | FC Groningue          | Eredivisie            | 11          | 3           | 2           | 1                     | 0                     | 2                     | -                              | -                              | -                              | -                              | -                   | -                   | -                   | -                   | 12    | 3     | 4     |
| Sous-total            | Sous-total            | Sous-total            | 42          | 10          | 3           | 4                     | 1                     | 2                     | -                              | -                              | -                              | -                              | -                   | -                   | -                   | -                   | 46    | 11    | 5     |
| 2022-2023             | Hellas Vérone         | Serie A               | 14          | 3           | 1           | -                     | -                     | -                     | -                              | -                              | -                              | -                              | BR                  | 1                   | 2                   | 0                   | 15    | 5     | 1     |
| 2023-2024             | Hellas Vérone         | Serie A               | 19          | 6           | 2           | 2                     | 0                     | 0                     | -                              | -                              | -                              | -                              | -                   | -                   | -                   | -                   | 21    | 6     | 2     |
| Sous-total            | Sous-total            | Sous-total            | 33          | 9           | 3           | 2                     | 0                     | 0                     | -                              | -                              | -                              | -                              | -                   | 1                   | 2                   | 0                   | 36    | 11    | 3     |
| 2023-2024             | SSC Naples            | Serie A               | 13          | 1           | 1           | -                     | -                     | -                     | C1                             | 1                              | 0                              | 0                              | -                   | -                   | -                   | -                   | 14    | 1     | 1     |
| 2024-2025             | SSC Naples            | Serie A               | 18          | 0           | 0           | 3                     | 2                     | 0                     | -                              | -                              | -                              | -                              | -                   | -                   | -                   | -                   | 21    | 2     | 0     |
| Sous-total            | Sous-total            | Sous-total            | 31          | 1           | 1           | 3                     | 2                     | 0                     | -                              | 1                              | 0                              | 0                              | -                   | -                   | -                   | -                   | 35    | 3     | 1     |
| 2025-2026             | Torino FC (prêt)      | Serie A               | -           | -           | -           | 1                     | 0                     | 0                     | -                              | -                              | -                              | -                              | -                   | -                   | -                   | -                   | 1     | 0     | 0     |
| Total sur la carrière | Total sur la carrière | Total sur la carrière | 151         | 32          | 12          | 11                    | 3                     | 2                     | -                              | 2                              | 0                              | 0                              | -                   | 2                   | 2                   | 0                   | 166   | 37    | 14    |

### En sélections nationales
| Saison                | Sélection             | Phases finales        | Phases finales | Phases finales | Phases finales | Éliminatoires CDM | Éliminatoires CDM | Éliminatoires CDM | Éliminatoires EURO | Éliminatoires EURO | Éliminatoires EURO | Ligue des Nations | Ligue des Nations | Ligue des Nations | Matchs amicaux | Matchs amicaux | Matchs amicaux | Total | Total | Total |
| Saison                | Sélection             | Compétition           | M              | B              | Pd             | M                 | B                 | Pd                | M                  | B                  | Pd                 | M                 | B                 | Pd                | M              | B              | Pd             | M     | B     | Pd    |
| --------------------- | --------------------- | --------------------- | -------------- | -------------- | -------------- | ----------------- | ----------------- | ----------------- | ------------------ | ------------------ | ------------------ | ----------------- | ----------------- | ----------------- | -------------- | -------------- | -------------- | ----- | ----- | ----- |
| 2024-2025             | Belgique              | -                     | -              | -              | -              | -                 | -                 | -                 | -                  | -                  | -                  | 1                 | 0                 | 0                 | -              | -              | -              | 1     | 0     | 0     |
| Total sur la carrière | Total sur la carrière | Total sur la carrière | -              | -              | -              | -                 | -                 | -                 | -                  | -                  | -                  | 1                 | 0                 | 0                 | -              | -              | -              | 1     | 0     | 0     |

### Matchs internationaux
| Matchs internationaux de Cyril Ngonge, | Matchs internationaux de Cyril Ngonge, | Matchs internationaux de Cyril Ngonge, | Matchs internationaux de Cyril Ngonge, | Matchs internationaux de Cyril Ngonge, | Matchs internationaux de Cyril Ngonge, | Matchs internationaux de Cyril Ngonge, | Matchs internationaux de Cyril Ngonge,                         |
| #                                      | Date                                   | Lieu                                   | Adversaire                             | Résultat                               | Compétition                            | Club                                   | Notes                                                          |
| -------------------------------------- | -------------------------------------- | -------------------------------------- | -------------------------------------- | -------------------------------------- | -------------------------------------- | -------------------------------------- | -------------------------------------------------------------- |
| 1                                      | 10 octobre 2024                        | Stade olympique, Rome, Italie          | Italie                                 | N 2 - 2                                | Ligue des nations 2024-2025            | SSC Naples                             | Entre en jeu à la place de Loïs Openda à la 87e minute de jeu. |

## Palmarès

### En club
|  |  | SSC Naples - Championnat d'Italie (1) : - Champion : 2025. |

## Vie privée
Cyril Ngonge est le fils de Michel Ngonge, également footballeur, actif dans les années 1990 au poste d'attaquant.